# Birger Jarlsgatan

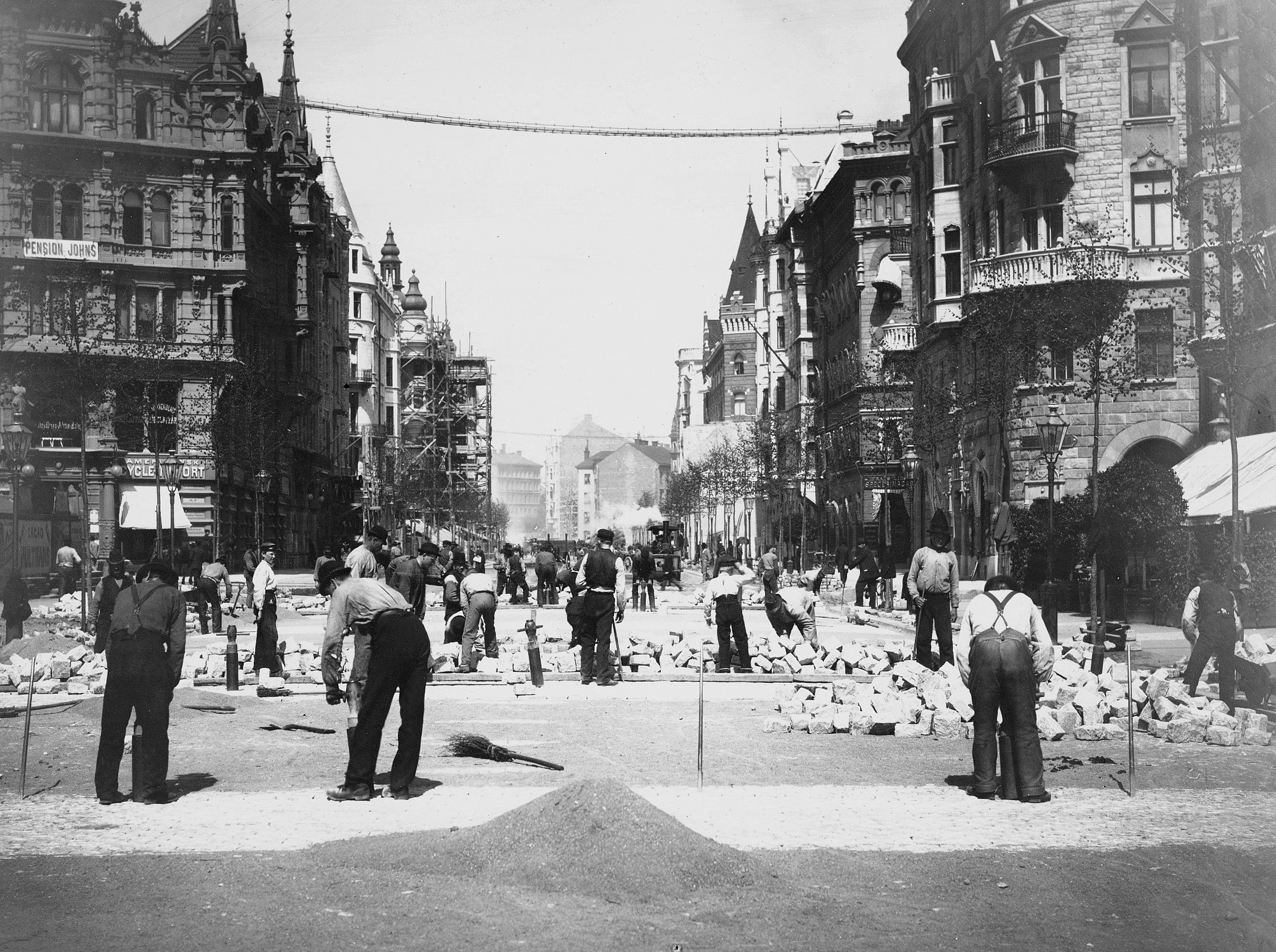
Birger Jarlsgatan nel 1898

Birger Jarlsgatan è una delle vie più lunghe di Stoccolma. Essa funge da divisorio fra la City (Norrmalm) e Östermalm e fra quest'ultimo e Vasastaden.
La via è intitolata a Birger Jarl, il fondatore della città. Ha assunto il nome attuale nel 1932 (dal 1885 il nome in uso era Birger Jarls Gata).
La via ospita i più lussuosi negozi di Stoccolma ed è considerata una via prestigiosa.